# Симеон Добревски
Симеон Манев Добревски е български военен инженер, генерал, и военен историк.

## Биография
Симеон Добревски е роден в 17 януари 1869 година в северозападния македонски български град Кратово, тогава в Османската империя, днес в Северна Македония. На 7 октомври 1886 постъпва на военна служба. На 18 май 1889 завършва Военното на Негово Княжеско Височество училище, произведен е в чин подпоручик и зачислен в артилерията. Като поручик в Софийския крепостен батальон през 1897 година е командирован за обучение в Николаевската инженерна академия в Санкт Петербург, Русия, която завършва през 1900 година. Служи във 2-ри артилерийски полк, а през 1909 г. е началник на инженерната секция при Инженерната инспекция.
По време на Балканската война (1912 – 1913) подполковник Добревски завежда инженерна част в сектора на 11-а пехотна дивизия. Началник на Инженерни войски на Щаба на действащата армия, инспектор на Инженерни войски. През януари 1915 г. е началник на технически-фортификационния отдел при Инженерната инспекция. През Първата световна война (1915 – 1918) е началник на инженерните войски във 2-ра армия. След края на войната от октомври 1918 до март 1920 г. е инспектор на инженерните войски, след което се уволнява от служба г.
След Първата световна война Добревски участва в дейностите на македонската емиграция в България. Представител е на Кратовското братство на Учредителния събор на Съюза на македонските емигрантски организации, проведен в София от 22 до 25 ноември 1918 година.
През април 1925 година е ранен при Атентата в църквата „Света Неделя“.
Занимава се с теоретичните въпроси на инженерните войски и е автор на множество изследвания.
Разглежда методите и средствата за опазване на въздушното пространство и полската фортификация. Занимава се и с история на действията на Българската армия през Балканската и Първата световна война (1915 – 1918). Член е на Българското инженерно-архитектурно дружество от май 1910 г. и е избиран за член на Върховния съвет на дружеството и публикува в списанието му. В 1933 година е избран в Бюрото на Великия македонски събор.

## Военни звания
- Подпоручик (18 май 1889)
- Поручик (1892)
- Капитан (1899)
- Майор (1905)
- Подполковник (14 април 1910)
- Полковник (14 февруари 1914)
- Генерал-майор (30 май 1918)[6]

## Награди
- Военен орден „За храброст“ IV степен 2 клас
- Княжески орден „Св. Александър“ IV степен с мечове по средата
- Народен орден „За военна заслуга“ III степен с военни отличия и V клас на обикновена лента
- Орден „За заслуга“ на обикновена лента.